# 岡谷スカラ座
岡谷スカラ座（おかやスカラざ）は、長野県岡谷市中央町にあるシネマコンプレックス。

## 概要
7スクリーン、906席。洋・邦画のロードショーのみならず、アート系作品の上映も行っている。2013年に茅野市の茅野新星劇場が閉館して以降、諏訪地域で唯一の常設映画館となっている。
1962年に開館。1970年に2館体制となったことを皮切りに、1989年にスクリーン3、1997年にスクリーン4、2002年にスクリーン5、2004年12月にスクリーン6、2009年12月にXpanD方式の3D上映に対応したスクリーン7が開館した。2011年3月より全スクリーンがデジタル上映対応となった。

### 施設
| スクリーン | 席数 |
| ---------- | ---- |
| 1          | 103  |
| 2          | 100  |
| 3          | 200  |
| 4          | 151  |
| 5          | 66   |
| 6          | 161  |
| 7          | 125  |

## 訪れた著名人
- 吉井怜
2013年1月19日、主演した映画『たべんさい〜広島・ラーメン物語』の上映時、同作の主題歌を歌ったシンガーソングライター「Gendy」と共に舞台挨拶で来館した[3]。
- 川村ゆきえ、折井あゆみ
2016年2月27日、出演した映画『タロット探偵ボブ西田』の上映時、同作出演の高山猛久、渋江譲二らと共に来館し舞台挨拶を行った[4]。特に長野県出身の折井は学生時代よく岡谷スカラ座に通っていたという[5]。
- 横浜聡子
上記の川村・折井らと同日の2016年2月27日、自ら監督した映画『俳優 亀岡拓次』が上映された時に舞台挨拶で来館した[6]。

## 周辺施設
- グラッチェガーデンズ 岡谷中央店
本館に隣接している。
- 市営中央町立体駐車場
専用駐車場が50台と少ないことから、同駐車場の利用を促すように映画料金が200円割引となるサービスを実施している[7]。
- イルフプラザ・イルフ童画館
上記の駐車場に隣接。